# Christoph von Carlowitz

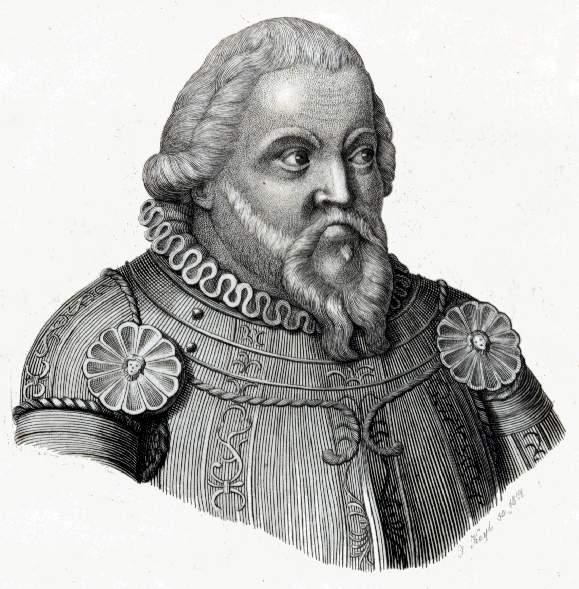
Christoph von Carlowitz

Christoph von Carlowitz, född 13 december 1507 och död 8 juni 1578, var en tysk statsman.
Högt begåvad och fint bildad var von Carlowitz rådgivare åt flera tyska furstar, både protestanter och katoliker. Han genomdrev alliansen mellan Karl V och Moritz 1546, medverkade som sachsiskt ombud vid fördraget i Passau 1552 och religionsfreden i Augsburg 1555 samt såsom kejserlig medlare till den svensk-danska freden i Stettin 1570. Trots att han var lutheran och stod i nära förbindelse med Melanchton, stod han på spänd fot med Luther.